# Världsmästerskapet i futsal 2019
Världsmästerskapet i futsal 2019 var den tolfte säsongen av futsal-VM organiserad av AMF. Turneringen spelades 31 mars–7 april 2019, värdland var Argentina. Totalt deltog 16 lag, sex från Sydamerika; Argentina, Bolivia, Brasilien, Colombia, Paraguay och Uruguay, tre från Europa; Frankrike, Italien och Katalonien, två från Afrika; Sydafrika och Marocko, två från Nord- och Centralamerika; Curaçao och Kanada, två från Asien; Nepal och Pakistan, ett från Oceanien; Australien

## Gruppspel

### Grupp A
| Nr | Lag       | S | V | O | F | GM | IM | MS | P |
| -- | --------- | - | - | - | - | -- | -- | -- | - |
| 1  | Paraguay  | 3 | 2 | 1 | 0 | 5  | 1  | +4 | 7 |
| 2  | Brasilien | 3 | 2 | 1 | 0 | 6  | 3  | +3 | 7 |
| 3  | Uruguay   | 3 | 1 | 0 | 2 | 6  | 7  | −1 | 3 |
| 4  | Pakistan  | 3 | 0 | 0 | 3 | 0  | 6  | −6 | 0 |

|             | 1 april 2019 | Brasilien | 0000 2 – 0 (WO) | Pakistan | Polideportivo Municipal |            |
| 20:00 UTC−3 | 20:00 UTC−3  |           |                 |          | Montecarlo              | Montecarlo |
| 20:00 UTC−3 | 20:00 UTC−3  |           |                 |          | Montecarlo              | Montecarlo |
| 20:00 UTC−3 | 20:00 UTC−3  |           |                 |          | Montecarlo              | Montecarlo |

|             | 1 april 2019 | Paraguay                                | 3 – 1   | Uruguay            | Polideportivo Municipal |            |
| 21:30 UTC−3 | 21:30 UTC−3  | José Melgarejo ?′, ?′ Reinaldo López ?′ | (2 – 0) | ?′ Nicolás Ordoqui | Montecarlo              | Montecarlo |
| 21:30 UTC−3 | 21:30 UTC−3  |                                         |         |                    | Montecarlo              | Montecarlo |
| 21:30 UTC−3 | 21:30 UTC−3  |                                         |         |                    | Montecarlo              | Montecarlo |

|             | 2 april 2019 | Uruguay | 0000 2 – 0 (WO) | Pakistan | Polideportivo Municipal |            |
| 20:00 UTC−3 | 20:00 UTC−3  |         |                 |          | Montecarlo              | Montecarlo |
| 20:00 UTC−3 | 20:00 UTC−3  |         |                 |          | Montecarlo              | Montecarlo |
| 20:00 UTC−3 | 20:00 UTC−3  |         |                 |          | Montecarlo              | Montecarlo |

|             | 2 april 2019 | Paraguay | 0 – 0 | Brasilien | Polideportivo Municipal |            |
| 21:30 UTC−3 | 21:30 UTC−3  |          |       |           | Montecarlo              | Montecarlo |
| 21:30 UTC−3 | 21:30 UTC−3  |          |       |           | Montecarlo              | Montecarlo |
| 21:30 UTC−3 | 21:30 UTC−3  |          |       |           | Montecarlo              | Montecarlo |

|             | 3 april 2019 | Paraguay | 0000 2 – 0 (WO) | Pakistan | Polideportivo Municipal |            |
| 20:00 UTC−3 | 20:00 UTC−3  |          |                 |          | Montecarlo              | Montecarlo |
| 20:00 UTC−3 | 20:00 UTC−3  |          |                 |          | Montecarlo              | Montecarlo |
| 20:00 UTC−3 | 20:00 UTC−3  |          |                 |          | Montecarlo              | Montecarlo |

|             | 3 april 2019 | Brasilien                               | 4 – 3   | Uruguay                    | Polideportivo Municipal |            |
| 22:00 UTC−3 | 22:00 UTC−3  | Wallace ?′ Diego Cesar ?′ Sidnei ?′, ?′ | (1 – 2) | ?′, ?′, ?′ Nicolás Ordoqui | Montecarlo              | Montecarlo |
| 22:00 UTC−3 | 22:00 UTC−3  |                                         |         |                            | Montecarlo              | Montecarlo |
| 22:00 UTC−3 | 22:00 UTC−3  |                                         |         |                            | Montecarlo              | Montecarlo |

### Grupp B
| Nr | Lag      | S | V | O | F | GM | IM | MS  | P |
| -- | -------- | - | - | - | - | -- | -- | --- | - |
| 1  | Colombia | 3 | 3 | 0 | 0 | 20 | 2  | +18 | 9 |
| 2  | Marocko  | 3 | 2 | 0 | 1 | 18 | 5  | +13 | 6 |
| 3  | Curaçao  | 3 | 1 | 0 | 2 | 6  | 21 | −15 | 3 |
| 4  | Bolivia  | 3 | 0 | 0 | 3 | 2  | 18 | −16 | 0 |

|             | 1 april 2019 | Colombia                           | 2 – 1   | Marocko            | Polideportivo del Complejo Ian Barney |       |
| 20:00 UTC−3 | 20:00 UTC−3  | Jhon Pinilla ?′ Daniel Betancur ?′ | (1 – 1) | ?′ Akatouf Zakaria | Oberá                                 | Oberá |
| 20:00 UTC−3 | 20:00 UTC−3  |                                    |         |                    | Oberá                                 | Oberá |
| 20:00 UTC−3 | 20:00 UTC−3  |                                    |         |                    | Oberá                                 | Oberá |

|             | 1 april 2019 | Bolivia                  | 1 – 3   | Curaçao                                       | Polideportivo Municipal |            |
| 20:00 UTC−3 | 20:00 UTC−3  | Flavio Valenzuela Paz ?′ | (1 – 1) | ?′ Everon Espacia ?′, ?′ Joel Jerome Victoria | Montecarlo              | Montecarlo |
| 20:00 UTC−3 | 20:00 UTC−3  |                          |         |                                               | Montecarlo              | Montecarlo |
| 20:00 UTC−3 | 20:00 UTC−3  |                          |         |                                               | Montecarlo              | Montecarlo |

|             | 2 april 2019 | Marocko | 10 – 30 | Curaçao                                     | Polideportivo Municipal |            |
| 18:30 UTC−3 | 18:30 UTC−3  | Baba Ahmed ?′ M'rabet Hichame ?′, ?′, ?′ Akatouf Zakaria ?′ (str.) Anik Ayoub ?′, ?′ Él Yassini Nabil ?′ Laaraj Yassin ?′ Bouzid Mouhsin ?′ | (2 – 2) | ?′, ?′ Ashar Bernardus ?′ Shurwendel Roosje | Montecarlo              | Montecarlo |
| 18:30 UTC−3 | 18:30 UTC−3  | |         |                                             | Montecarlo              | Montecarlo |
| 18:30 UTC−3 | 18:30 UTC−3  | |         |                                             | Montecarlo              | Montecarlo |

|             | 2 april 2019 | Colombia                                                                                     | 8 – 1   | Bolivia           | Polideportivo Municipal |            |
| 21:30 UTC−3 | 21:30 UTC−3  | Joan Sebastián Orejuela ?′ Jhon Pinilla ?′, ?′, ?′ Daniel Betancur ?′, ?′, ?′ Diego Abril ?′ | (4 – 1) | ?′ Marcelo Zárate | Montecarlo              | Montecarlo |
| 21:30 UTC−3 | 21:30 UTC−3  |                                                                                              |         |                   | Montecarlo              | Montecarlo |
| 21:30 UTC−3 | 21:30 UTC−3  |                                                                                              |         |                   | Montecarlo              | Montecarlo |

|             | 3 april 2019 | Bolivia | 0 – 7   | Marocko                                                                                       | Polideportivo Municipal |            |
| 18:00 UTC−3 | 18:00 UTC−3  |         | (0 – 5) | ?′ Aibour Zakaria ?′ Anik Ayoub ?′, ?′ Raido El Kajjoui ?′, ?′El Fakiri Soufian ?′ Baba Ahmed | Montecarlo              | Montecarlo |
| 18:00 UTC−3 | 18:00 UTC−3  |         |         |                                                                                               | Montecarlo              | Montecarlo |
| 18:00 UTC−3 | 18:00 UTC−3  |         |         |                                                                                               | Montecarlo              | Montecarlo |

|             | 3 april 2019 | Colombia | 10 – 00 | Curaçao | Polideportivo Municipal |            |
| 22:00 UTC−3 | 22:00 UTC−3  | Jhon Pinilla ?′, ?′ Daniel Betancur ?′, ?′, ?′, ?′ Christian Romero ?′ Andrés Murillo ?′ Kevin Pineda ?′ Diego Gómez ?′ | (5 – 0) |         | Montecarlo              | Montecarlo |
| 22:00 UTC−3 | 22:00 UTC−3  | |         |         | Montecarlo              | Montecarlo |
| 22:00 UTC−3 | 22:00 UTC−3  | |         |         | Montecarlo              | Montecarlo |

### Grupp C
| Nr | Lag        | S | V | O | F | GM | IM | MS  | P |
| -- | ---------- | - | - | - | - | -- | -- | --- | - |
| 1  | Argentina  | 3 | 3 | 0 | 0 | 29 | 5  | +24 | 9 |
| 2  | Sydafrika  | 3 | 2 | 0 | 1 | 13 | 17 | −4  | 6 |
| 3  | Italien    | 3 | 1 | 0 | 2 | 13 | 19 | −6  | 3 |
| 4  | Australien | 3 | 0 | 0 | 3 | 9  | 23 | −14 | 0 |

|             | 31 mars 2019 | Argentina | 13 – 20 | Australien                             | Polideportivo Municipal |            |
| 20:00 UTC−3 | 20:00 UTC−3  | Nicolás Páez ?′, ?′ Patrick Pace ?′ Sandro Antiveros ?′, ?′ Renzo Grasso ?′, ?′ Diego Koltes ?′ Marco Politi ?′, ?′ Marcelo Mescolatti ?′ Luciano González ?′ Matías Rima ?′ | (8 – 0) | ?′ Mitchell Lowe ?′ Nelson Louangamath | Montecarlo              | Montecarlo |
| 20:00 UTC−3 | 20:00 UTC−3  | |         |                                        | Montecarlo              | Montecarlo |
| 20:00 UTC−3 | 20:00 UTC−3  | |         |                                        | Montecarlo              | Montecarlo |

|             | 1 april 2019 | Italien                                                              | 6 – 7   | Sydafrika                                                        | Polideportivo Finito Gerhmann |         |
| 21:30 UTC−3 | 21:30 UTC−3  | Rafael Paulo Glaeser ?′, ?′, ?′, ?′ Thiago Costa ?′ Omar Karouani ?′ | (4 – 1) | ?′, ?′ Auguston Leonard ?′, ?′ José García ?′, ?′, ?′ Kyle Koert | Posadas                       | Posadas |
| 21:30 UTC−3 | 21:30 UTC−3  |                                                                      |         |                                                                  | Posadas                       | Posadas |
| 21:30 UTC−3 | 21:30 UTC−3  |                                                                      |         |                                                                  | Posadas                       | Posadas |

|             | 2 april 2019 | Argentina                                                                                          | 7 – 1   | Italien            | Polideportivo del Complejo Ian Barney |       |
| 20:00 UTC−3 | 20:00 UTC−3  | Marcelo Mescolatti ?′ Marco Politi ?′, ?′, ?′ Diego Koltes ?′ Manuel Del Ferraro ?′ Matías Rima ?′ | (2 – 0) | ?′ Maicol Montagna | Oberá                                 | Oberá |
| 20:00 UTC−3 | 20:00 UTC−3  | |         |                    | Oberá                                 | Oberá |
| 20:00 UTC−3 | 20:00 UTC−3  | |         |                    | Oberá                                 | Oberá |

|             | 2 april 2019 | Australien                     | 2 – 4   | Sydafrika                                         | Polideportivo Finito Gerhmann |         |
| 20:00 UTC−3 | 20:00 UTC−3  | Patrick Pace ?′ Lucas Bruck ?′ | (1 – 1) | ?′, ?′ José García ?′ Kyle Koert ?′ Moffat Mdluli | Posadas                       | Posadas |
| 20:00 UTC−3 | 20:00 UTC−3  |                                |         |                                                   | Posadas                       | Posadas |
| 20:00 UTC−3 | 20:00 UTC−3  |                                |         |                                                   | Posadas                       | Posadas |

|             | 3 april 2019 | Argentina | 9 – 2   | Sydafrika                            | Polideportivo Finito Gerhmann |         |
| 20:00 UTC−3 | 20:00 UTC−3  | Matías Rima ?′ Diego Koltes ?′, ?′ (str.), ?′ Marco Politi ?′ Miguel Tapia ?′, ?′ Nicolás Páez ?′ Marcelo Mescolatti ?′ | (5 – 1) | ?′ Kyle Koert ?′ Matthew Johannessen | Posadas                       | Posadas |
| 20:00 UTC−3 | 20:00 UTC−3  | |         |                                      | Posadas                       | Posadas |
| 20:00 UTC−3 | 20:00 UTC−3  | |         |                                      | Posadas                       | Posadas |

|             | 3 april 2019 | Italien | 6 – 5   | Australien | Polideportivo del Complejo Ian Barney |       |
| 22:00 UTC−3 | 22:00 UTC−3  |         | (4 – 1) |            | Oberá                                 | Oberá |
| 22:00 UTC−3 | 22:00 UTC−3  |         |         |            | Oberá                                 | Oberá |
| 22:00 UTC−3 | 22:00 UTC−3  |         |         |            | Oberá                                 | Oberá |

### Grupp D
| Nr | Lag        | S | V | O | F | GM | IM | MS  | P |
| -- | ---------- | - | - | - | - | -- | -- | --- | - |
| 1  | Katalonien | 3 | 3 | 0 | 0 | 25 | 2  | +23 | 9 |
| 2  | Frankrike  | 3 | 2 | 0 | 1 | 8  | 8  | 0   | 6 |
| 3  | USA        | 3 | 1 | 0 | 2 | 5  | 15 | −10 | 3 |
| 4  | Nepal      | 3 | 0 | 0 | 3 | 4  | 16 | −12 | 0 |

|             | 1 april 2019 | Katalonien                                             | 3 – 1   | Frankrike               | Polideportivo del Complejo Ian Barney |       |
| 18:30 UTC−3 | 18:30 UTC−3  | Alex Trilla ?′ Gabriel Fargas ?′ José Miguel Lamora ?′ | (1 – 1) | ?′ Gwenenael Dragonetti | Oberá                                 | Oberá |
| 18:30 UTC−3 | 18:30 UTC−3  |                                                        |         |                         | Oberá                                 | Oberá |
| 18:30 UTC−3 | 18:30 UTC−3  |                                                        |         |                         | Oberá                                 | Oberá |

|             | 1 april 2019 | USA                          | 2 – 1   | Nepal          | Polideportivo del Complejo Ian Barney |       |
| 21:30 UTC−3 | 21:30 UTC−3  | Joao Cunha ?′ Diego López ?′ | (1 – 0) | ?′ Samir Karki | Oberá                                 | Oberá |
| 21:30 UTC−3 | 21:30 UTC−3  |                              |         |                | Oberá                                 | Oberá |
| 21:30 UTC−3 | 21:30 UTC−3  |                              |         |                | Oberá                                 | Oberá |

|             | 2 april 2019 | Frankrike                                      | 3 – 2   | Nepal                 | Polideportivo del Complejo Ian Barney |       |
| 18:30 UTC−3 | 18:30 UTC−3  | Alexandre Benbrouk ?′, ?′ Sullivan Bouchite ?′ | (2 – 1) | ?′, ?′ Sanjeev Tamany | Oberá                                 | Oberá |
| 18:30 UTC−3 | 18:30 UTC−3  |                                                |         |                       | Oberá                                 | Oberá |
| 18:30 UTC−3 | 18:30 UTC−3  |                                                |         |                       | Oberá                                 | Oberá |

|             | 2 april 2019 | Katalonien | 11 – 00 | USA | Polideportivo del Complejo Ian Barney |       |
| 21:30 UTC−3 | 21:30 UTC−3  | José Miguel Lamora ?′, ?′, ?′, ?′ Eric Rodoreda ?′, ?′, ?′ Sergi Climent ?′ Oscar Blanco ?′ Sergio Saavedra ?′, ?′ | (5 – 0) |     | Oberá                                 | Oberá |
| 21:30 UTC−3 | 21:30 UTC−3  | |         |     | Oberá                                 | Oberá |
| 21:30 UTC−3 | 21:30 UTC−3  | |         |     | Oberá                                 | Oberá |

|             | 3 april 2019 | USA                                          | 3 – 4   | Frankrike                                        | Polideportivo del Complejo Ian Barney |       |
| 18:00 UTC−3 | 18:00 UTC−3  | Joao Cunha ?′ Luis Pintos ?′ Kove Martins ?′ | (3 – 3) | ?′, ?′, ?′ Alexander Benboux ?′ Ilyass El Khalfi | Oberá                                 | Oberá |
| 18:00 UTC−3 | 18:00 UTC−3  |                                              |         |                                                  | Oberá                                 | Oberá |
| 18:00 UTC−3 | 18:00 UTC−3  |                                              |         |                                                  | Oberá                                 | Oberá |

|             | 3 april 2019 | Katalonien | 11 – 10 | Nepal           | Polideportivo del Complejo Ian Barney |       |
| 20:00 UTC−3 | 20:00 UTC−3  | Ernesto Tabueña ?′, ?′ José Miguel Lamora ?′ Oscar Blanco ?′ Sergi Climent ?′ Jaime Bonada ?′, ?′ Sergio Saavedra ?′, ?′, ?′, ?′ | (6 – 1) | ?′ Sujan Balami | Oberá                                 | Oberá |
| 20:00 UTC−3 | 20:00 UTC−3  | |         |                 | Oberá                                 | Oberá |
| 20:00 UTC−3 | 20:00 UTC−3  | |         |                 | Oberá                                 | Oberá |

## Placeringsmatcher

### Match om femtondeplats
|             | 4 april 2019 | Bolivia | 0000 2 – 0 (WO) | Pakistan | Polideportivo Municipal |          |
| 20:00 UTC−3 | 20:00 UTC−3  |         |                 |          | Eldorado                | Eldorado |
| 20:00 UTC−3 | 20:00 UTC−3  |         |                 |          | Eldorado                | Eldorado |
| 20:00 UTC−3 | 20:00 UTC−3  |         |                 |          | Eldorado                | Eldorado |

### Match om trettondeplats
|             | 4 april 2019 | Nepal | 2 – 6   | Australien | Polideportivo Municipal |       |
| 22:00 UTC−3 | 22:00 UTC−3  |       | (1 – 2) |            | Wanda                   | Wanda |
| 22:00 UTC−3 | 22:00 UTC−3  |       |         |            | Wanda                   | Wanda |
| 22:00 UTC−3 | 22:00 UTC−3  |       |         |            | Wanda                   | Wanda |

### Match om elfteplats
|             | 4 april 2019 | USA | 4 – 9   | Curaçao | Polideportivo Municipal |          |
| 22:00 UTC−3 | 22:00 UTC−3  |     | (0 – 4) |         | Eldorado                | Eldorado |
| 22:00 UTC−3 | 22:00 UTC−3  |     |         |         | Eldorado                | Eldorado |
| 22:00 UTC−3 | 22:00 UTC−3  |     |         |         | Eldorado                | Eldorado |

### Match om niondeplats
|             | 4 april 2019 | Uruguay                                | 2 – 3   | Italien                                                                | Polideportivo Municipal |       |
| 20:00 UTC−3 | 20:00 UTC−3  | Nicolás Ordoqui ?′ Fabián Hernández ?′ | (1 – 1) | ?′ Gianluca Canella ?′ Oscar Osvaldo Velázquez ?′ Rafael Paulo Glaeser | Wanda                   | Wanda |
| 20:00 UTC−3 | 20:00 UTC−3  |                                        |         |                                                                        | Wanda                   | Wanda |
| 20:00 UTC−3 | 20:00 UTC−3  |                                        |         |                                                                        | Wanda                   | Wanda |

## Slutspel

### Slutspelsträd
|  | Kvartsfinaler       | Kvartsfinaler |                     |    | Semifinaler | Semifinaler |  |  | Final | Final |
|  |                     |               |                     |    |             |             |  |  |       |       |
|  |                     |               |                     |    |             |             |  |  |       |       |
|  |                     |               |                     |    |             |             |  |  |       |       |
|  | A1 Paraguay (e.f.)  | 3             |                     |    |             |             |  |  |       |       |
|  | A1 Paraguay (e.f.)  | 3             |                     |    |             |             |  |  |       |       |
|  | B2 Marocko          | 0             |                     |    |             |             |  |  |       |       |
|  | B2 Marocko          | 0             | A1 Paraguay         | 0  |             |             |  |  |       |       |
|  |                     |               | A1 Paraguay         | 0  |             |             |  |  |       |       |
|  |                     | C1 Argentina  | 4                   |    |             |             |  |  |       |       |
|  | C1 Argentina        | C1 Argentina  | 4                   | 8  |             |             |  |  |       |       |
|  | C1 Argentina        |               |                     | 8  |             |             |  |  |       |       |
|  | D2 Frankrike        | 0             |                     |    |             |             |  |  |       |       |
|  | D2 Frankrike        | 0             | C1 Argentina (e.f.) | 3  |             |             |  |  |       |       |
|  |                     |               | C1 Argentina (e.f.) | 3  |             |             |  |  |       |       |
|  |                     | A2 Brasilien  | 2                   |    |             |             |  |  |       |       |
|  | B1 Colombia         | A2 Brasilien  | 2                   | 2  |             |             |  |  |       |       |
|  | B1 Colombia         |               |                     | 2  |             |             |  |  |       |       |
|  | A2 Brasilien (e.f.) | 3             |                     |    |             |             |  |  |       |       |
|  | A2 Brasilien (e.f.) | 3             | A2 Brasilien (e.f.) | 6  |             |             |  |  |       |       |
|  |                     |               | A2 Brasilien (e.f.) | 6  |             |             |  |  |       |       |
|  |                     | C2 Sydafrika  | 2                   |    | Bronsmatch  | Bronsmatch  |  |  |       |       |
|  | D1 Katalonien       | C2 Sydafrika  | 2                   | 3  | Bronsmatch  | Bronsmatch  |  |  |       |       |
|  | D1 Katalonien       |               |                     | 3  |             |             |  |  |       |       |
|  | C2 Sydafrika        | 7             |                     |    |             |             |  |  |       |       |
|  | C2 Sydafrika        | 7             | A1 Paraguay         | 11 |             |             |  |  |       |       |
|  |                     |               |                     |    |             |             |  |  |       |       |
|  | C2 Sydafrika        | 1             |                     |    |             |             |  |  |       |       |
|  | C2 Sydafrika        | 1             |                     |    |             |             |  |  |       |       |

### Kvartsfinaler
|             | 5 april 2019 | Argentina                                                                       | 8 – 0   | Frankrike | Polideportivo del Complejo Ian Barney |       |
| 20:00 UTC−3 | 20:00 UTC−3  | Diego Koltes ?′, ?′, ?′, ?′ Marco Politi ?′, ?′ Matías Rima ?′ Gonzalo Pires ?′ | (4 – 0) |           | Oberá                                 | Oberá |
| 20:00 UTC−3 | 20:00 UTC−3  |                                                                                 |         |           | Oberá                                 | Oberá |
| 20:00 UTC−3 | 20:00 UTC−3  |                                                                                 |         |           | Oberá                                 | Oberá |

|             | 5 april 2019 | Katalonien                                             | 3 – 7   | Sydafrika                                             | Polideportivo Municipal |            |
| 20:00 UTC−3 | 20:00 UTC−3  | Nacho Vega ?′ José Miguel Lamora ?′ Sergio Saavedra ?′ | (1 – 1) | ?′, ?′, ?′, ?′ Auguston Leonard ?′, ?′, ?′ Kyle Koert | Montecarlo              | Montecarlo |
| 20:00 UTC−3 | 20:00 UTC−3  |                                                        |         |                                                       | Montecarlo              | Montecarlo |
| 20:00 UTC−3 | 20:00 UTC−3  |                                                        |         |                                                       | Montecarlo              | Montecarlo |

|             | 5 april 2019 | Colombia                              | 0000 2 – 3 (e.fl.) | Brasilien                     | Polideportivo del Complejo Ian Barney |                     |
| 21:30 UTC−3 | 21:30 UTC−3  | Daniel Betancurt Sebastián Orjuela ?′ | (2 – 1)            | ?′ Diego Cesar ?′, ?′ Wallace | Oberá Publik: 5 000                   | Oberá Publik: 5 000 |
| 21:30 UTC−3 | 21:30 UTC−3  |                                       |                    |                               | Oberá Publik: 5 000                   | Oberá Publik: 5 000 |
| 21:30 UTC−3 | 21:30 UTC−3  |                                       |                    |                               | Oberá Publik: 5 000                   | Oberá Publik: 5 000 |

|             | 5 april 2019 | Paraguay                                              | 0000 3 – 2 (e.fl.) | Marocko                                 | Polideportivo Municipal |            |
| 21:30 UTC−3 | 21:30 UTC−3  | José Melgarejo ?′ Reynaldo López ?′ Daniel Benítez ?′ | (2 – 0)            | ?′ El Fakiri Soufian ?′ Akatouf Zakaria | Montecarlo              | Montecarlo |
| 21:30 UTC−3 | 21:30 UTC−3  |                                                       |                    |                                         | Montecarlo              | Montecarlo |
| 21:30 UTC−3 | 21:30 UTC−3  |                                                       |                    |                                         | Montecarlo              | Montecarlo |

### Spel om 5:e och 8:e plats
|                          | 6 april 2019             | Colombia                                                                                | 8 – 1   | Katalonien       | Polideportivo Municipal |               |
| 18:30 UTC−3 (femteplats) | 18:30 UTC−3 (femteplats) | Jhon Pinilla ?′, ?′, ?′ Camilo Romero ?′, ?′ Sebastián Orjuela ?′, ?′ Gustavo García ?′ | (5 – 0) | ?′ Eric Rodoreda | Puerto Iguazú           | Puerto Iguazú |
| 18:30 UTC−3 (femteplats) | 18:30 UTC−3 (femteplats) |                                                                                         |         |                  | Puerto Iguazú           | Puerto Iguazú |
| 18:30 UTC−3 (femteplats) | 18:30 UTC−3 (femteplats) |                                                                                         |         |                  | Puerto Iguazú           | Puerto Iguazú |

|                           | 6 april 2019              | Marocko | 8 – 1   | Frankrike | Polideportivo Municipal |               |
| 20:00 UTC−3 (sjundeplats) | 20:00 UTC−3 (sjundeplats) |         | (6 – 0) |           | Puerto Iguazú           | Puerto Iguazú |
| 20:00 UTC−3 (sjundeplats) | 20:00 UTC−3 (sjundeplats) |         |         |           | Puerto Iguazú           | Puerto Iguazú |
| 20:00 UTC−3 (sjundeplats) | 20:00 UTC−3 (sjundeplats) |         |         |           | Puerto Iguazú           | Puerto Iguazú |

### Semifinaler
|             | 6 april 2019 | Paraguay | 0 – 4   | Argentina                                               | Polideportivo Municipal |            |
| 20:00 UTC−3 | 20:00 UTC−3  |          | (0 – 2) | ?′, ?′ Renzo Grasso ?′ Diego Koltes ?′ Sandro Antiveros | Montecarlo              | Montecarlo |
| 20:00 UTC−3 | 20:00 UTC−3  |          |         |                                                         | Montecarlo              | Montecarlo |
| 20:00 UTC−3 | 20:00 UTC−3  |          |         |                                                         | Montecarlo              | Montecarlo |

|             | 6 april 2019 | Brasilien                      | 0000 6 – 2 (e.fl.) | Sydafrika  | Polideportivo Municipal |            |
| 22:00 UTC−3 | 22:00 UTC−3  | Airton Filho ?′, ?′ Wallace ?′ | (1 – 1)            | ?′ Leonard | Montecarlo              | Montecarlo |
| 22:00 UTC−3 | 22:00 UTC−3  |                                |                    |            | Montecarlo              | Montecarlo |
| 22:00 UTC−3 | 22:00 UTC−3  |                                |                    |            | Montecarlo              | Montecarlo |

### Bronsmatch
|             | 7 april 2019 | Paraguay | 11 – 10 | Sydafrika | Polideportivo Municipal |            |
| 18:00 UTC−3 | 18:00 UTC−3  |          | (4 – 0) |           | Montecarlo              | Montecarlo |
| 18:00 UTC−3 | 18:00 UTC−3  |          |         |           | Montecarlo              | Montecarlo |
| 18:00 UTC−3 | 18:00 UTC−3  |          |         |           | Montecarlo              | Montecarlo |

### Final
|             | 7 april 2019 | Argentina                                                  | 0000 3 – 2 (e.fl.) | Brasilien                         | Polideportivo Municipal |            |
| 20:00 UTC−3 | 20:00 UTC−3  | Sandro Antiveros ?′ Marcelo Mescolatti ?′ Gonzalo Pires ?′ | (1 – 1)            | ?′ Diego Cesar ?′ Fernando Hamann | Montecarlo              | Montecarlo |
| 20:00 UTC−3 | 20:00 UTC−3  |                                                            |                    |                                   | Montecarlo              | Montecarlo |
| 20:00 UTC−3 | 20:00 UTC−3  |                                                            |                    |                                   | Montecarlo              | Montecarlo |

## Slutställning
| Nr | Lag        | S | V | O | F | GM | IM | MS  | P  |
| -- | ---------- | - | - | - | - | -- | -- | --- | -- |
| 1  | Argentina  | 6 | 6 | 0 | 0 | 44 | 7  | +37 | 18 |
| 2  | Brasilien  | 6 | 4 | 1 | 1 | 17 | 10 | +7  | 13 |
| 3  | Paraguay   | 6 | 4 | 1 | 1 | 19 | 8  | +11 | 13 |
| 4  | Sydafrika  | 6 | 3 | 0 | 3 | 23 | 37 | −14 | 9  |
| 5  | Colombia   | 5 | 4 | 0 | 1 | 30 | 6  | +24 | 12 |
| 6  | Katalonien | 5 | 3 | 0 | 2 | 29 | 17 | +12 | 9  |
| 7  | Marocko    | 5 | 3 | 0 | 2 | 28 | 9  | +19 | 9  |
| 8  | Frankrike  | 5 | 2 | 0 | 3 | 9  | 24 | −15 | 6  |
| 9  | Italien    | 4 | 2 | 0 | 2 | 16 | 21 | −5  | 6  |
| 10 | Uruguay    | 4 | 1 | 0 | 3 | 8  | 10 | −2  | 3  |
| 11 | Curaçao    | 4 | 2 | 0 | 2 | 15 | 25 | −10 | 6  |
| 12 | USA        | 4 | 1 | 0 | 3 | 9  | 25 | −16 | 3  |
| 13 | Australien | 4 | 1 | 0 | 3 | 15 | 25 | −10 | 3  |
| 14 | Nepal      | 4 | 0 | 0 | 4 | 6  | 22 | −16 | 0  |
| 15 | Bolivia    | 4 | 1 | 0 | 3 | 4  | 18 | −14 | 3  |
| 16 | Pakistan   | 4 | 0 | 0 | 4 | 0  | 8  | −8  | 0  |